# 高雄市皮影戲館

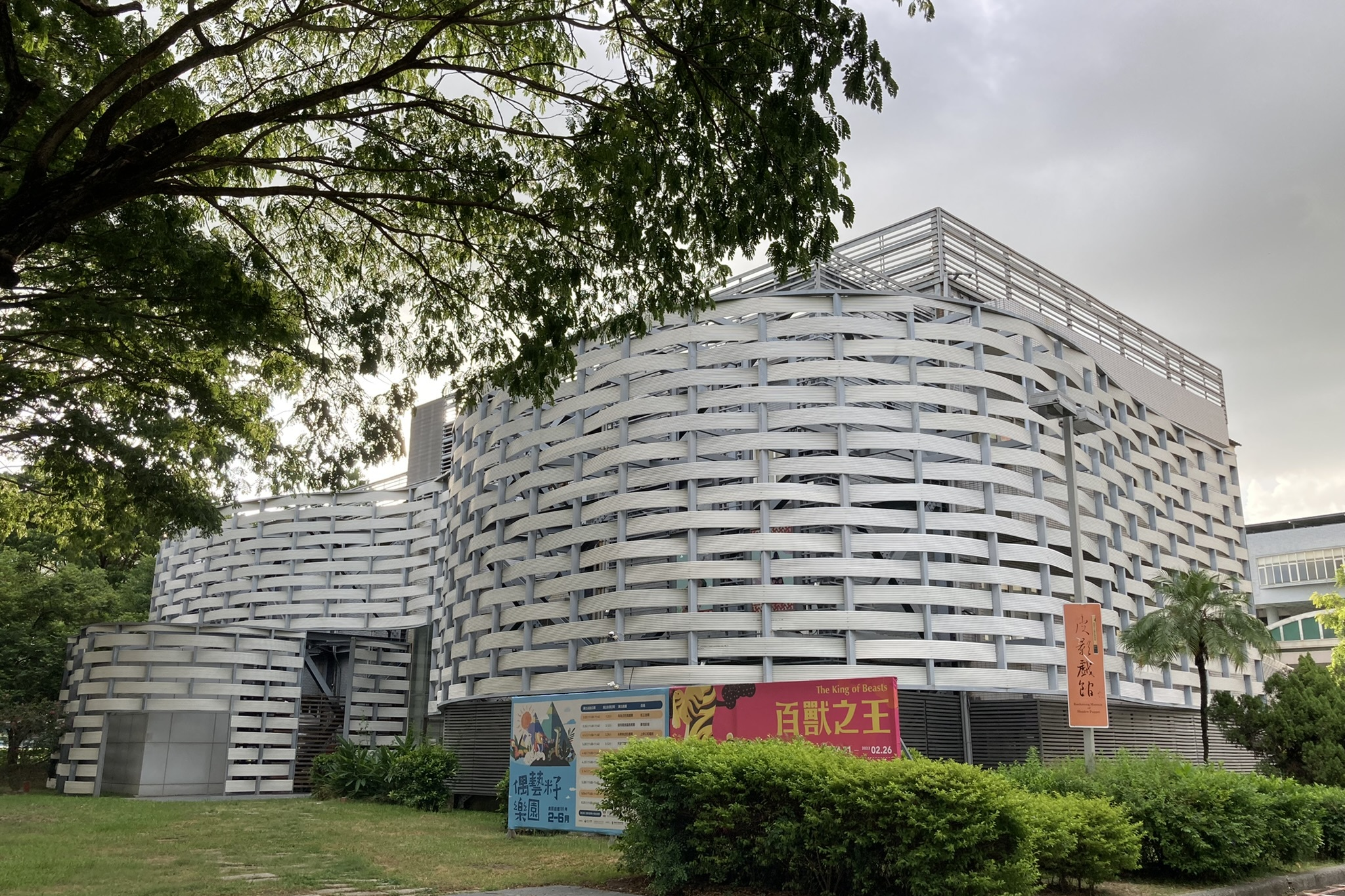

高雄市皮影戲館，位於高雄市岡山區文化中心旁，隸屬於高雄市立歷史博物館，是全台唯一的皮影戲館，每個月第二個禮拜日都會有固定的皮偶戲團在此演出，讓喜愛皮影戲的民眾們可以回味傳統藝術文化。
皮影戲從兩百多年前的岡山鎮發源，在館內展出相當多早期表演的傳統樂器與一系列具年代精緻的皮影戲偶，更有皮偶實做區提供遊客們現場參與雕刻與操玩。專題館中則介紹了現今台灣的五個皮影劇團的相關歷史與發展現況，喜歡皮影戲的觀眾們可在此找回這傳統的藝術文化並透過此繼續傳承。

## 歷史
皮影戲館於1994年3月13日正式開館營運，除了展示教育與典藏的傳統功能之外，皮影戲館也具備推廣與研究的功能。2010年颱風凡那比風災導致皮影戲館建築體受損嚴重，閉館整修後，於2013年3月竣工重新開館，並隸屬於高雄市立歷史博物館所屬場館。

## 空間
皮影戲館分為｢傳習教室｣、｢主題展示館｣、｢資源中心｣、｢劇場｣、｢數位劇院｣、｢體驗區｣等六大主題區。